# پانداروس

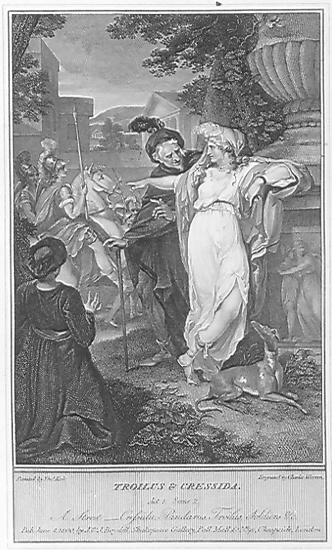

پانداروس (انگلیسی: Pandarus) یک اشراف تروا است که در داستان‌های مربوط به جنگ تروآ ظاهر می‌شود.
در ایلیاد هومر او به عنوان یک جنگجوی پرانرژی و قدرتمند به تصویر کشیده شده‌است، اما در ادبیات قرون وسطی او تبدیل به شخصیتی شوخ و بداخلاق می‌شود که رابطه بین ترویلوس و کرسیدا را تسهیل می‌کند.